# Хабаровський край
Хабáровський край — адміністративно-територіальна одиниця у межах Російської Федерації, в південній частині Далекого Сходу Росії.
Губернатором Хабаровського краю з 21 вересня 2021 року є Дегтярьов Михайло Володимирович.
- Хабаровський край утворено 20 жовтня 1938 року указом Президії Верховної Ради СРСР «Про поділ Далекосхідного краю на Хабаровський і Приморський краї».
- Край займає територію площею 788 600 км² — 3 місце серед суб'єктів рососійської едерації
- Населення краю — близько 1 405 000 осіб (2007).
- Адміністративний центр — місто Хабаровськ (577 409 мешканців (2007))

## Історія

### Першопрохідці
Освоєння росіянами Далекого Сходу починається в 17 столітті. Перші землепрохідці з'явилися в північних територіях краю. 1639 року загін козаків на чолі з Іваном Москвітіним вийшов до берегів Охотського (тоді Ламського) моря. В усті річки Вулики був поставлений перший острог. 1647 року Семеном Шелковніковим засновано Охотський острог. Це були перші російські поселення в Хабаровському краї.
Пізніше Василь Данилович Поярков і Єрофій Павлович Хабаров поклали початок приєднанню до Росії Приамур'я. До появи росіян тут проживали племена даурів, евенків, натків, гіляків та інші, усього близько 30 тисяч мешканців. Вони не входили до жодної держави, ясаку й данини нікому не платили. Перші експедиції на Амур стали підкоряти місцеве населення російському самодержцю.
Приамур'я швидко освоювалося російськими переселенцями. Були засновані нові остроги: Албазінський (1651), Ачанський (1652), Кумарський (1654), Косогорський (1655) та інші, а також сільськогосподарські села: Солдатово, Ігнашкино, Покровське, Монастирщина, Андрюшкіно й інші. До початку 1680-х років XVII століття у басейні Амуру проживало до 800 чоловічих душ. Було розорано більше тисячі десятин ріллі. Збиралися гарні врожаї.
Весь Амур до Татарської протоки й територія на схід від Аргуні до Великого Хінгану увійшли до складу Росії. Були утворені Нерчинський повіт, Албазінське воєводство, що стали центрами російської діяльності на Амурі. Однак процес освоєння краю був перерваний у зв'язку з агресією Цінської Імперії. З початку 80-х років XVII століття маньчжури вступили у відкритий конфлікт із російською державою. Воєнні дії велися в Забайкаллі й на Амурі. Росія не збиралася поступатися далекосхідними рубежами. Поряд з героїчним захистом Албазіну (1685—1686) почалися спроби врегулювати питання шляхом переговорів. У Пекін відправилося російське посольство. Але, не маючи можливості перекинути в Приамур'я великі військові сили, Росія була змушена підписати нав'язаний їй Нерчинський договір (1689). Згідно з територіальними статтями російські піддані залишали лівобережжя Амуру. Точної границі між двома державами встановлено не було. Величезний край, що успішно освоювався майже 40 років, перетворювався в пустельну, смугу, що не належала нікому. Росії вдалося лише відстояти право на Забайкалля й узбережжя Охотського моря. В XVIII столітті Охотськ стає головним тихоокеанським портом країни. Освоєння північних берегів Тихого океану, дослідження Курильських островів і Сахаліну готували основи для повернення Приамур'я.

### XIX століття
Енергійні кроки з повернення Росії Приамур'я почав Микола Миколайович Муравйов, призначений в 1847 році генерал-губернатором Східного Сибіру. Йому належать слова: «Хто буде володіти устям Амуру, той буде володіти й Сибіром». При широкій підтримці Муравьова було вирішено заплутане питання про судноплавність устя й лиману Амура й про острівне положення Сахаліну. Видатну роль у розгадці цього географічного завдання зіграв Геннадій Іванович Невельськой. В 1850 році він підняв російський прапор в усті Амуру й заснував Ніколаївський військовий пост (нині місто Ніколаєвськ-на-Амурі), що став з 1855 року головною морською базою країни на Тихому океані. В 1854—1856 роках були проведені сплави військ і козаків Амуром. Це дозволило поставити нові пости, станиці, селища: Маріїнське, Успенське, Богородське, Іркутське й інші. Число росіян у краї помітно збільшувалося.
В 1853 році був підписаний Айгунський, а в 1860-му Пекінський договір, остаточно вирішивши прикордонне питання. В 1858 році були закладені Хабаровськ, Софійськ, Інокентьєвка, Корсаково, Казакевічево й інші опорні пункти. З 1858 по 1860 рік на Амур було переселено більше трьох тисяч осіб. Ними були поставлені села Воронезьке, В'ятське, Троїцьке, Пермське, Тамбовське й інші. Серед перших переселенців було багато розкольників-старовірів. До початку 1830-х років XIX століття приблизно половина населення Приамур'я складалася зі старообрядників.
В 1856 році була утворена Приморська область. В 1858 році вона містила в собі 6 округів: Охотський, Ніколаєвський, Софійський, Петропавловський, Гіжигінський, Удський. В 1860 році в складі області був утворений Південно-Уссурійський край. В 1884 році було утворено Приамурське генерал-губернаторство в складі Забайкальської, Амурської й Приморської областей із центром у місті Хабаровську. Цей розподіл зберігся до кінця XIX століття.
До кінця XIX століття заселення Приамур'я йшло повільними темпами. Ситуація стала мінятися на початку XX століття. В 1900 році відкривається рух Забайкальською залізницею, а в 1902 році по КСЗ, що прискорило приплив у край переселенців. Війна з Японією 1904—1905 років порушила переселенські плани. Із січня 1904 року по березень 1906 року не тільки Приамур'я, але й увесь Східний Сибір були закриті для переселення. Але в 1906—1907 роках починається потужний приплив новоселів. З 1900 по 1913 у Приамурський край прибуло близько 300 тисяч селян з інших частин країни. Особливістю заселення краю було те, що значна частина переселенців осідала в містах. За даними Всеросійського перепису населення 1897 року в Європейській частині країни містяни становили 12,8 %, в Амурській області — 27,3 %, у Приморській — 22,7 %. До 1915 року на карті Приморської області було більше шести тисяч населених пунктів. У них проживало 316 300 осіб, з них 43 500 осіб — у Хабаровському повіті. На території, що відноситься до сучасного Хабаровського краю, знаходилося три міста: Хабаровськ, Ніколаєвськ-на-Амурі й Охотськ.

### Революція
Події 1917 року викликали неоднозначну оцінку різних верств далекосхідників. Рішучі дії Рад викликали схвалення одних і неприйняття інших. Розкол суспільства на «червоних» і «білих» не оминув край. Громадянська війна, обтяжена втручанням інтервентів, привела до величезних людських жертв і найтяжчої економічної катастрофи.
Для запобігання військового зіткнення Радянської Росії з Японією й рішення завдання мирної ліквідації інтервенції на території Забайкалля, Амурської й Приморської областей 6 квітня 1920 року була створена Далекосхідна республіка (ДСР). Не зумівши дипломатичним шляхом підкорити ДСР своєму впливу, Японія в 1921 році ужила заходів з активізації бойових дій білих військ. Дії Народної Революційної Армії ДСР, підтримані червоними партизанськими загонами, привели до перемоги у Волочаєвській операції й звільненню Хабаровська, узяттю Спаська, вступу у Владивосток. 15 листопада 1922 року ДСР була перетворена в Далекосхідну область РРФСР. У грудні 1923 року в Хабаровськ із Чити був перенесений її адміністративний центр. Відновлення довоєнного рівня народного господарства завершилося до 1926 року.

### Радянський період
Нове загострення міжнародної обстановки на далекосхідних кордонах країни вимагало зміцнення обороноздатності краю. У результаті чого розгорнулися процеси реорганізації промисловості, транспорту, сільського господарства. Відкрилися нові навчальні заклади. Будувалися нові міста — Комсомольськ-на-Амурі, Біробіджан. Відкривалися заводи й фабрики, розвивалася транспортна мережа. З 1933 року в Хабаровську почали приймати радіопередачі з Москви, а в 1936 році завершена була прокладка телефонної лінії Москва — Далекий Схід. Тривало переселення в край із центральних районів країни. До 1939 року населення Далекосхідного краю збільшилося до 2,5 млн осіб.
20 жовтня 1938 року Далекосхідний край був розділений на Хабаровський і Приморський.
В 1947—1948 роках зі складу Хабаровського краю були виділені Сахалінська й Амурська області.
1953 року була утворена й вийшла зі складу краю Магаданська область.
У 1956 році самостійною стала Камчатська область (з Коряцьким національним округом), була ліквідована Нижньоамурська область, а її райони підпорядковані безпосередньо Хабаровському краю.
Після прийняття нової Конституції Російської Федерації 1993 року Єврейська автономна область вийшла зі складу Хабаровського краю і стала рівноправним суб'єктом Російської Федерації.

## Географія

### Географічне положення
Хабаровський край розташований у східній частині Російської Федерації, у Далекосхідному федеральному окрузі. На півночі межує з Магаданською областю й Республікою Саха (Якутія), на заході з Єврейською автономною областю, а також Китаєм, на півдні із Приморським краєм, з південного-сходу й сходу обмивається Охотським морем, з південного сходу — Японським морем. Від острова Сахалін відділяється протоками Татарською і Невельського. Крім основної, континентальної частини, до складу краю входять кілька островів, серед них найбільші — Шантарські. Загальна довжина берегової лінії — близько 2 500 км, включаючи острови — 3 390 км.
Територія краю пролягла з півдня на північ на 1 800 км, із заходу на схід — на 125—750 км. Загальна площа території краю становить 788 600 км², це 4,5 % усієї території країни.

### Клімат
Кліматичні умови міняються з півночі на південь, залежать також від близькості до моря й від форми й характеру рельєфу.
Зима в краї — тривала, малосніжна, сувора. Середня температура січня від −22 °C на півдні й до −40 °C на півночі, на узбережжі від −18 °C до −24 °C. Абсолютний мінімум температури навіть на півдні краю досягає −50 °C. Літо жарке й вологе. Середня температура липня на півдні +20 °C, на півночі близько +15 °C.
Річна сума опадів коливається від 400—600 мм на півночі й до 600—800 мм на рівнинах і східних схилах хребтів. На півдні краю до 90 % опадів випадає із квітня до жовтня, особливо багато їх у липні й серпні.

### Часовий пояс
Весь Хабаровський край перебуває в часовому поясі, позначуваному за міжнародним стандартом як Vladivostok Time Zone (VLAT/VLAST). Зсув відносно UTC становить +10:00 (VLAT, зимовий час) / +11:00 (VLAST, літній час), тому що в цьому часовому поясі діє перехід на літній час. Щодо Московського часу пояс має постійний зсув +7 годин і позначається в Росії відповідно як MSK+7. Владивостоцький час відрізняється від поясного часу на одну годину, оскільки на території Росії діє декретний час.

## Населення
| Чисельність населення | Чисельність населення |
| Рік                   | Населення             |
| --------------------- | --------------------- |
| 1926                  | 147 000               |
| 1939                  | 549 000               |
| 1950                  | 608 000               |
| 1959                  | 979 000               |
| 1970                  | 1 174 000             |
| 1979                  | 1 376 000             |
| 1989                  | 1 609 000             |
| 1992                  | 1 634 000             |
| 1996                  | 1 571 000             |
| 2000                  | 1 517 400             |
| 2002                  | 1 436 570             |
| 2005                  | 1 420 200             |
| 2007                  | 1 405 452             |

Населення краю за переписом 2002 року склало 1 436 570 осіб, з них 694 210 чоловіків і 742 360 жінок (48,3 % і 51,7 % відповідно). У порівнянні з більшістю регіонів Росії, Хабаровський край більше урбанізований, на 2002 рік частка міського населення становила 80,4 %, сільського — 19,6 %. Хабаровськ — найбільше місто краю, з населенням 583 072 особи (2002). Другим за величиною є Комсомольськ-на-Амурі, населення 281 035 осіб. З інших 5 міст краю 4 є малими й 1 — середнім.
Середня густота населення в краї близько 1,8 ос./км², у північних і центральних районах регіону вона не перевищує 0,1-0,2 ос./км², що відповідає показникам крайньої півночі Росії. Тільки більше південні, розвинені райони заселені густіше — від 1 до 6 ос./км².
Національний склад (2002):
- Росіяни — 89,82 %
- Українці — 3,38 %
- Нанайці — 0,77 %
- Татари — 0,76 %
- Корейці — 0,66 %
- Білоруси — 0,62 %
- Евенки — 0,32 %
- Азербайджанці — 0,31 %
- Китайці — 0,27 %
- Особи, що не вказали національність — 0,25 %

А також 2 718 — ульчі, 2 452 — нівхи, 1 454 — якути; 1 272 — евени, 613 — удегейці, 505 — негідальці, 426 — орочі й ще кілька народностей, що представляють корінні народи Півночі й Далекого Сходу.
Чисельність населення краю через негативний природний приріст постійно зменшується.

## Персоналії
- Мариковський Павло Іустинович — відомий вчений, доктор біологічних наук, професор

## Органи влади
Губернатор краю й утворені їм органи керування становлять систему виконавчої влади Хабаровського краю. Він також представляє край у відносинах з федеральними органами Росії й з органами державної влади інших суб'єктів РФ.
Виконавчим органом державної влади Хабаровського краю є Уряд Хабаровського краю, який очолює Губернатор краю.
Постійно діючим представницьким і законодавчим органом влади є Законодавча Дума Хабаровського краю. Кількісний склад Законодавчих Зборів нараховує 26 депутатів, вибраних на чотири роки. Роботою Законодавчої Думи керує його Голова, що обирається депутатами таємним голосуванням.
Судову владу в Хабаровському краї здійснюють суди, що входять у єдину судову систему Російської Федерації.

## Транспорт
Відстань від Хабаровськa до Москви залізницею — 8 533 км, повітрям — 6 075 км.

### Автомобільний
Автомобільний код регіону — 27 RUS
Головні дороги:
- Федеральна магістраль — М60 "Уссурі" (Хабаровськ — Уссурійськ — Владивосток)
- Федеральна магістраль — «Амур» (Чита — Невір — Свободний — Архара — Біробіджан — Хабаровськ)

Також діють траси до Комсомольська-на-Амурі, Чегдомина, Ваніно й інших.

### Залізничний
Станція «Хабаровськ-2» — найбільший залізничний вузол на ДСЗ. Напрямки: південний (на Владивосток і Порт Восточний), західний (на Москву), північний (на Комсомольськ-на-Амурі)

### Авіаційний
Найбільший аеропорт у регіоні — Хабаровський, з якого здійснюються регулярні рейси до Москви, Владивостока, Южно-Сахалінська, Санкт-Петербурга, Новосибірська, Охотська та інших населених пунктів країни й краю.
Є також діючі аеропорти в Комсомольську-на-Амурі, Ніколаєвську-на-Амурі, Охотську.

### Водний
Річковий порт у Хабаровську — найбільший на Амурі.
Інші великі річкові порти — Комсомольськ, Ніколаєвськ. Морські порти — Охотськ, Аян, Ніколаєвськ-на-Амурі, Ваніно, Советська Гавань. Ваніно є найбільшим морським портом краю.

## Адміністративно-територіальний поділ

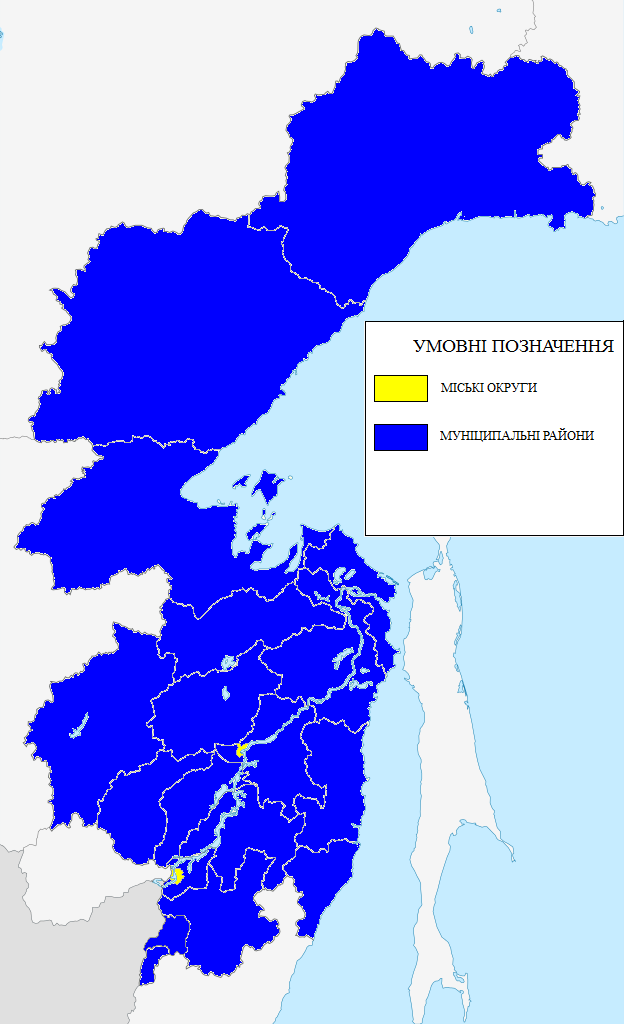
Типи муніципальних утворень Хабаровського краю

Станом на 2021 рік Хабаровський край має 2 міських округи та 17 муніципальних районів:
| № п/п | Район, міський округ         | Площа, км² | Населення, осіб (2002) | Населення, осіб (2010) | Населення, осіб (2021) | Адміністративний центр | Поселення | Населені пункти |
| ----- | ---------------------------- | ---------- | ---------------------- | ---------------------- | ---------------------- | ---------------------- | --------- | --------------- |
| 1     | Амурський район              | 16268,76   | 75032                  | 65639                  | 57527                  | Амурськ                | 10        | 33              |
| 2     | Аяно-Майський район          | 167228,59  | 3271                   | 2292                   | 1877                   | Аян                    | 4         | 11              |
| 3     | Бікінський район             | 2482,76    | 28271                  | 24418                  | 22045                  | Бікін                  | 9         | 12              |
| 4     | Ванінський район             | 25747,47   | 42235                  | 37310                  | 32253                  | Ваніно                 | 10        | 20              |
| 5     | Верхньобуреїнський район     | 63560,84   | 33250                  | 27457                  | 23508                  | Чегдомин               | 13        | 30              |
| 6     | Вяземський район             | 4318,14    | 25879                  | 22974                  | 20657                  | Вяземський             | 19        | 24              |
| 7     | Комсомольський район         | 25167,03   | 31563                  | 29072                  | 27408                  | Комсомольськ-на-Амурі  | 21        | 35              |
| 8     | імені Лазо район             | 31786,47   | 52568                  | 46185                  | 39058                  | Переяславка            | 20        | 52              |
| 9     | імені Полини Осіпенко район  | 34560,00   | 6568                   | 5198                   | 4207                   | імені Поліни Осипенко  | 5         | 16              |
| 10    | Нанайський район             | 27644,34   | 19377                  | 17491                  | 15652                  | Троїцьке               | 14        | 20              |
| 11    | Ніколаєвський район          | 17188,30   | 42342                  | 32694                  | 25093                  | Ніколаєвськ-на-Амурі   | 14        | 28              |
| 12    | Охотський район              | 158989,77  | 12017                  | 8197                   | 6086                   | Охотськ                | 8         | 13              |
| 13    | Совєтсько-Гаванський район   | 15533,96   | 47082                  | 43506                  | 37459                  | Совєтська Гавань       | 5         | 9               |
| 14    | Солнечний район              | 31085,03   | 36006                  | 33701                  | 29044                  | Солнечний              | 11        | 18              |
| 15    | Тугуро-Чуміканський район    | 96069,09   | 2860                   | 2255                   | 1965                   | Чумікан                | 5         | 9               |
| 16    | Ульчський район              | 39128,29   | 23930                  | 18729                  | 14626                  | Богородське            | 18        | 32              |
| 17    | Хабаровський район           | 30013,77   | 90179                  | 85404                  | 91285                  | Хабаровськ             | 27        | 70              |
| 1     | Комсомольський міський округ | 325,10     | 281035                 | 263906                 | 241072                 | Комсомольськ-на-Амурі  | -         | 1               |
| 2     | Хабаровський міський округ   | 383,00     | 583072                 | 577441                 | 610305                 | Хабаровськ             | -         | 1               |

## Найбільші населені пункти
Населені пункти з населення понад 10 тисяч осіб:
| №  | Населений пункт       | Населення, осіб (2002) | Населення, осіб (2010) | Населення, осіб (2021) |
| -- | --------------------- | ---------------------- | ---------------------- | ---------------------- |
| 1  | Хабаровськ            | 583072                 | 577441                 | 610305                 |
| 2  | Комсомольськ-на-Амурі | 281035                 | 263906                 | 241072                 |
| 3  | Амурськ               | 47759                  | 42970                  | 38694                  |
| 4  | Совєтська Гавань      | 30480                  | 27712                  | 23245                  |
| 5  | Ніколаєвськ-на-Амурі  | 28492                  | 22752                  | 17668                  |
| 6  | Бікін                 | 19641                  | 17154                  | 16026                  |
| 7  | Ваніно                | 19180                  | 17001                  | 14986                  |
| 8  | Вяземський            | 15760                  | 14555                  | 12969                  |
| 9  | Солнечний             | 14415                  | 13048                  | 11712                  |
| 10 | Чегдомин              | 15303                  | 13048                  | 11450                  |
| 11 | Ельбан                | 12909                  | 11934                  | 10724                  |